# Godfather of Hip Hop
Godfather of Hip Hop è una compilation pubblicata nel 1996 dal rapper Spoonie Gee sotto l'etichetta Ol'Skool Flava. Essa contiene 12 brani.

## Tracce
1. Spoonin' Rap
2. Love Rap
3. The Big Beat
4. Street Girl
5. Get Off My Tip
6. Yum Yum
7. Take It Off
8. That's My Style
9. The Godfather
10. Did You Come to Party
11. Hit Man
12. You's an Old Fool